# Liza Jörnung
Liza Jörnung (ur. 25 sierpnia 1981) – szwedzka lekkoatletka specjalizująca się w skoku o tyczce.

## Osiągnięcia
- medalistka mistrzostw kraju w różnych kategoriach wiekowych
- była rekordzistka Szwecji (3,72 12 września 1998 Sztokholm)

## Rekordy życiowe
- skok o tyczce (stadion) - 3,72 (1998)
- skok o tyczce (hala) - 3,85 (1999)